# Taťjana Sněžina
Taťjana Sněžina (14. května 1972 Vorošilovgrad – 21. srpna 1995, 106. kilometr trasy Barnaul–Novosibirsk) byla ruská hudební skladatelka a zpěvačka.

## Životopis
Narodila se na Ukrajině v Luhansku, tehdy nesoucím jméno Vorošilovgrad, ve vojenské rodině. Již ve třech měsících se s rodiči přestěhovali na poloostrov Kamčatka. Ve městě Petropavlovsk-Kamčatskij nastoupila do hudební školy. Roku 1982 se pak s rodinou znovu přestěhovali, tentokrát do Moskvy. Tam aktivně působila ve školním dramatickém kroužku.
V době studia i poté se zajímala především o výtvarné umění, ale i o zpěv. Napsala také mnoho básnických sbírek. Byla autorkou mnoha oblíbených ruských písní, snad nejznámější je píseň Pozovi menja s soboj.
21. srpna 1995 tragicky zemřela při dopravní nehodě na silnici mezi Barnaulem a Novosibirskem v Rusku.
Po její smrti písně převzalo do svého repertoáru mnoho ruských zpěváků, mj. i Josif Kobzon, Kristina Orbakajte, Alla Pugačova nebo Taťjana Bulanova.

## Diskografie
- Vspomni so mnoj (1995)
- Pozovi menja s soboj (1997)
- Dom na vysokoj gore (1998)
- Vspomni so mnoj (2003)
- Za samoj siněj vysotoj (2009)
- Trevožnyj lepestok svěči (2010)
- Assol (2012)
- Ja vozvraščajus skoro (2013)